# Colorado City, Arizona
Colorado City é a única vila localizada no estado americano do Arizona, no condado de Mohave. Foi incorporada em 1985.

## Geografia
De acordo com o United States Census Bureau, a vila tem uma área de 26,8 km², onde 26,7 km² estão cobertos por terra e 0,1 km² por água.

### Localidades na vizinhança
O diagrama seguinte representa as localidades num raio de 40 km ao redor de Colorado City. 

## Demografia
Segundo o censo nacional de 2010, a sua população é de 4 821 habitantes e sua densidade populacional é de 180,2 hab/km². Possui 599 residências, que resulta em uma densidade de 22,4 residências/km².